# Peter Stenger
Peter Stenger (* 3. Januar 1792 in Geiselbach, Kurmainz; † 14. Juni 1874 in Naperville, DuPage County, Illinois, USA) war Bierbrauer und Unternehmer.
Als Bauernsohn heiratete er 1820 nach Gramschatz, wo 10 Kinder geboren wurden. 1848 wanderte er nach Amerika aus und ließ sich in Naperville (Illinois) nieder. Dort gründete er die Stenger Brewery, die er aus einer ehemaligen Brauerei aufbaute. Bereits 1851 übergab er die Brauerei, die bis 1893 bestand, an seine Söhne John (1825–1911) und Nicholas (1829–1864).